# Carver (Oregon)
Carver az Amerikai Egyesült Államok Oregon államának Clackamas megyéjében, az Oregon Route 244 mentén elhelyezkedő önkormányzat nélküli település. 2004 és 2016 között Damascus része volt.

## Látnivalók
- Carver híd: a Clackamas folyón korábban Horace Baker kompjával lehetett átkelni. Később megépült az állam egyes források szerint leghosszabb fedett fahídja, ami helyett 1955-ben acélszerkezet épült,[2] amit 2019-ben cseréltek.[3] Naponta 7200 jármű halad rajta át.[4] A fedett híd mellett haladt a Clackamas & Eastern Railway vasútvonala.
- Horace Baker faháza: a Clackamas folyó déli partján található a Baker Cabin Történelmi Társaság által karbantartott faház, ahol 1946-ban az Oregon Trailen érkező Horace Baker és Jane Hattan letelepedtek.[4] Itt található a Loganből ideköltöztetett német metodista templom.

## Film
A 2008-as Alkonyat című film több jelenetét is itt forgatták: a mezős jelenet helyszíne a Carver Park volt; Swan rendőrfőnök és Bella a Carver Caféban reggeliztek, Edward pedig a Stone Cliff fogadóban vallotta be, hogy vámpír.

## Fordítás
- Ez a szócikk részben vagy egészben  a   Carver, Oregon című angol Wikipédia-szócikk ezen változatának fordításán alapul.  Az eredeti cikk szerkesztőit annak laptörténete sorolja fel. Ez a jelzés csupán a megfogalmazás eredetét és a szerzői jogokat jelzi, nem szolgál a cikkben szereplő információk forrásmegjelöléseként.